# 136 Avstrija
136 Avstrija (mednarodno ime 136 Austria) je asteroid tipa M (po Tholenu) v glavnem asteroidnem pasu .

## Odkritje
Asteroid je 18. marca 1874 odkril avstrijski astronom Johann Palisa (1848 – 1925) v pomorskem observatoriju v Pulju .
Poimenovan je po latinskem izrazu za domovino odkritelja.  

## Lastnosti
Asteroid Avstrija obkroži Sonce v 3,46 letih. Njegova tirnica ima izsrednost 0,085, nagnjena pa je za 9,570° proti ekliptiki. Njegov premer je 40,1 km, okoli svoje osi pa se zavrti v 11,5 h . 
Asteroid je precej svetel, ker ima s kovino bogato površino.